# ヴァイア艦
ヴァイア艦は、アニメ『無限のリヴァイアス』に登場する架空の兵器。ヴァイア計画によって建造された航宙可潜艦である。

## 概要
「ゲドゥルトの海」の中に存在する、巨大な生物シリコン生命体ヴァイア（イカなど海生動物に似た姿のものが多い）を重力制御ユニットとして組み込んだ、全6隻からなる大型可潜艦。各艦はそれぞれ異なる形態・能力を有するヴァイアを用いているため、同型艦は存在しない。作中の他の宇宙船に比して、ヴァイアの持つ重力制御能力を利用できることにより、ゲドゥルト内への最大潜航深度、艦内は常に1Gを保つことができる居住性など、圧倒的高性能を有する。
各艦のヴァイアは通常は艦本体と合体しているが、有事には分離してパペットワイヤー（操り人形の糸）により有線コントロールされる機動兵器ヴァイタル・ガーダーとして運用される。
作中の他の宇宙船やメカにも共通することだが、コントロールはソリッドと呼ばれるプログラムを構築し、都度入力して行うことが特徴。
本来は戦闘艦ではなく、第二のゲドゥルト・フェノメーンが発生する前に、人類を太陽系外に脱出させるために建造された艦である。しかし、重力制御能力は強力な兵器に転用可能である。
操艦はスフィクスと呼ばれる生体ユニットと操縦者が意識をリンクすることで行われる。しかし、スフィクスとのリンクが長期に及ぶと、操縦者はバックヤードという精神破綻現象を生じることがある。

## 黒のリヴァイアス (RYVIUS)
以降リヴァイアスと表記。

### 艦の詳細
ヴァイア艦の一番艦。全長996メートル。兵装としてヴァイア＝ヴァイタル・ガーダー「アインヴァルト」、250メートルにも及ぶ実弾兵器バルジキャノン2門を備える。キャノンは分離してアインヴァルトの手持ち武器としても使用できる。
設計上の特徴として、他のヴァイア艦が艦本体にヴァイタル・ガーダーを搭載しているのに対し、リヴァイアスは艦首下の膨らみにあるヴァイア格納・管制区画を艦本体から独立した全長170メートルの「リフト艦」（アインヴァルトとドッキングした全長は250メートル）として分離可能な構造になっている。これにより身軽な行動が可能だが、重力制御ユニットを分離した艦本体（ブラティカとも呼称される）の自衛力が大きく低下するリスクもある。またヴァイタル・ガーダーを遠隔操作しているリフト艦にもほとんど自衛力がない。
艦の操艦ソリッドが実体化したものであるスフィクスは人間女性型で名前はネーヤ。その顔はコンラッド・ヴィスケスの娘、アンジェ・ヴィスケスに酷似している。後述する RYVIUS Ära7 にもネーヤは乗っていることから、基本的に年は取らないらしいと推測される。
コンラッドの発言から、スフィクスとヴァイタル・ガーダーの同調はリヴァイアスが最強とされる。
なお漫画版『スクライド』にて、最後の敵が建造した宇宙船型タイムマシンとして再度登場を果たす。

### ヴァイタル・ガーダー：アインヴァルト
月面で発見された人型のヴァイアに装甲等を追加し、ヴァイタルガーダーとして兵器運用できるようにしたもの。全長200メートル。両脚が大きく、人型としてはいびつな形状をしている。
リフト艦からのパペットワイヤー有線コントロールにより作動する。状況に応じてリフト艦が大きな背嚢としてドッキングしたまま活動することもある。通常はリヴァイアスの艦首下に格納されており、有事の際は分離する。なお劇中で「アインヴァルト」と呼ぶのは、軌道保安庁の科学者、およびディカスティアのクルー、コンラッドだけであり、単に「ヴァイタル・ガーダー」と呼ばれるときは基本的にアインヴァルトのことを指す。
バルジキャノンを両腕に装着して運用することも可能。顔面部はセンサー・ライト・イオンワイパーで構成されている。頭頂部、肩部には航行燈、大きな脚部はクラスタースラスターが装備されている。そのため、1G環境下でも地上に立つことは不可能である。脚部はリヴァイアスに格納された状態でも露出しており、補助エンジンとして使用される。
リフト艦内の1名のパイロット、4名のオペレーター、20名のサブオペレーターによって運用される。リヴァイアスとの分離には相応の時間がかかり、また攻撃ひとつするにもソリッドと呼ばれるプログラムの組み立てが必要なため、一般的なSFロボットアニメにありがちな機動は行えない。
リフト艦内にはアインヴァルトを模したコントロールロボットがあり、ヴァイタルガーダーとリンクして行動する。
他のヴァイタル・ガーダーには単純な重力制御のほかにもそれぞれに固有の能力が備えられており、アインヴァルトも当然それを有しているはずだが、本編では明らかにされていない。『ルクスンのリヴァイアス航宙日誌』によれば戦闘向けの能力ではないと考えられるとのことである。
第11話でのパーティーにおいては、コントロールロボットによるジェスチャーゲームが描かれている。
ゲームボーイカラー用ゲームソフト『ハロボッツ』にも登場する。

### 艦の歴史
- 22??年 月面上にて人型のヴァイアが発見され、それを元に黒のリヴァイアスが建造される。
- 2213年 この年進宙か。一度だけ起動に成功したものの暴走。アンジェ・ヴィスケスなど、軌道保安庁を中心に多数の死者を出したため、穏健派の手により航宙士養成所リーベ・デルタに隠蔽される。
- 2225年4月 軌道保安庁によるリーベ・デルタ乗っ取り事件発生。リーベ・デルタはゲドゥルト内で圧壊の憂き目にあうが、操船課2期生・通称ツヴァイ[2]の活躍もあり、教習艦リベールによる脱出に成功。487名の学生とリベールに付着していた（大きさ的にはリベールが付着していた、の方が正しい）リヴァイアスがシンクロし、リヴァイアスは再び起動する。以後の戦闘・針路変更を時系列順に箇条書きする。
  - 5月 - 6月
    - 航宙巡視艇2隻と交戦。
    - 航宙艦1隻より攻撃。応戦できず。
    - 航宙巡視艇タンデルより攻撃。応戦できず。火星へ進路を取る。
    - 火星艦隊・ウェルズリングと交戦。土星圏衛星ハイペリオンへ進路を取る。

  - 7月 - 9月
    - （この間、劇中では描かれていないが通常型航宙艦艇と何度か交戦しているものと思われる[独自研究?]）
    - ハイペリオン近傍にて、青のインプルスと交戦。
    - ディオネ近傍にて深紅のディカスティアと交戦。

  - 10月 - 11月
    - 天王星圏衛星チタニアに進路を取る。
    - （深緑のヴァイスハイトと交戦・撃破）

  - 12月
    - 灰のゲシュペンストと交戦。相討ち状態となったのち、軌道保安庁に保護される。
- 2226年9月　改修工事を施されたのち、2225年当時のメンバーによって再び航宙試験開始。天王星圏チタニアに針路を取る。

### 劇中で描かれる歴代艦長
（時系列順）
1. ルクスン・北条
2. エアーズ・ブルー
3. ユイリィ・バハナ
4. 尾瀬イクミ
5. ルクスン・北条

## 青のインプルス (IMPULSE)
以降インプルスと表記。

### 艦の詳細
ゲドゥルト内に存在する生命体ヴァイアを利用して建造された全6隻のヴァイア艦のうちのひとつ。兵装としてヴァイタル・ガーダー「回転衝角」を艦首に備える。全長1,300メートル。回転衝角による吶喊（とっかん）攻撃を得意とし、その威力はハイペリオンを一撃で粉々にするほど。冥王星以遠のカイパーベルトにて実験を繰り返していたが、黒のリヴァイアス撃破のため招集される。
クルーは艦長のギッター・ペインティアム以下、男性のみで構成されており、スフィクスからのバックヤードを18年間受けている。乗組員の士気は異常に高く、吶喊攻撃の際には掛け声を忘れない。
必殺技は、ドリル型の回転衝角を活かした「必中吶喊」。粉砕したハイペリオンの残骸を重力制御で目標に放つ「絶対撃滅投擲」も使用。
通常は回転しながら目標に吶喊するが、スピードをつけるときは回転せずに、そのまま吶喊する。リヴァイアスのバルジキャノンによって破壊される前の吶喊時には回転していない。
スフィクスは巻貝型で、名前は不明。吶喊攻撃の際、回転衝角に同調して回転する。2225年、黒のリヴァイアスによってハイペリオン付近で回転衝角が撃破されたために撤退する。

### ヴァイタル・ガーダー：回転衝角
全長300メートル。槍のような長大な衝角と2本の腕を備えた異形の姿をしている。ドリル状の衝角を回転させることにより先端に圧縮された重力場を形成、体当り攻撃により対象を撃破する。パペットワイヤー有線コントロールにより運用するが、インプルスと分離せずとも能力を発揮できる。ハイペリオンはドッキング状態で壊滅させる。

## 深紅のディカスティア (DIKASTIA)
以降ディカスティアと表記。

### 艦の詳細
ゲドゥルト内に存在する生命体ヴァイアを利用して建造された全6隻のヴァイア艦のうちのひとつ。全長1,500メートル。ヴァイア艦で唯一の双胴型。兵装としてヴァイタル・ガーダー「エイステラール」を備える。全ヴァイア艦の中で最も強大な重力制御力がある。エイステラールによる重力断層攻撃を得意とする。
黒のリヴァイアス撃破のため招集される。
スフィクスに与える影響の試験も兼ねて女性だけで乗組員が構成されている異色の艦。艦長はアンナ・ド・ポンパドゥール、副長はアリス・アスターシャ。
スフィクスは繭型で名詳は不明だが、唐突に光ったり膨らんだりする様子は何らかの意思を伝えたがっているようにも見える。2225年、黒のリヴァイアスによりディオネ付近で撃破。

### ヴァイタル・ガーダー：エイステラール
ファンネルを彷彿とする自由に動く8枚のエイスフィナーに分離し、泡状の重力断層を発生させた内側に対象を捕らえて砲撃する。パペットワイヤー有線コントロールにより運用。しかし、ひとたび攻撃がかわされると、ディカスティアとともに無防備になる欠点がある。リヴァイアスを閉じ込めるが、重力フィールドをぶつけられたことで脱出された後、戦闘不能にされる。

## 灰のゲシュペンスト (GESPENST)
以降ゲシュペンストと表記。
Gespenst は英語の Ghost にあたる。

### 艦の詳細
ゲドゥルト内に存在する生命体ヴァイアを利用して建造された全6隻のヴァイア艦の中では最大の艦。全長1,300メートル（通常状態時）。兵装としてヴァイタル・ガーダー「ガイスト」を備える。この他、両舷の4基のスタビライザーからブレードを展開して衝角戦が可能で、すれ違いざまにリヴァイアスを切り裂く。
ヴァイア本来の生体的特性を色濃く備えており、野生のイカ型ヴァイア（スペース・イカ）をコントロールすることが可能で、船体そのものにヴァイアを融合させて全三段階に形態を変化させる。
全ヴァイア艦の中でも最新で計り知れない能力を持つために太陽系外で運用されていたが、黒のリヴァイアス撃破のために呼び戻される。
艦長はコンラッド・ヴィスケス。スフィクスは人間男性型で名前はマーヤ（設定のみであり、本編では名前を呼ばれていない。なお、本人も言葉を発することはない）アインヴァルトとガイストの交戦中は、ネーヤとマーヤも直に戦う。
2225年、黒のリヴァイアスと交戦。リヴァイアスのVGアインヴァルトとともにVGガイストが玉砕し、艦長自殺により戦闘続行不能になる。

### 各形態の特徴
- 第一形態　通常の航宙艦形態
- 第二形態　第一形態に無造作にスペース・イカが突き刺さっている。全長は3,000メートルを超える。スペース・イカは吶喊攻撃を繰り出す砲弾となる。
- 第三形態　さらに多数のイカと融合し、球体に近くなる。ヴァイア細胞核に酷似している、とも。全長10,000メートル、全高4,000メートル。さらにその周りをイカによって形成された重力ジェネレーターリングが40,000メートルにも及んで囲んでいる。

### ヴァイタル・ガーダー：ガイスト
星型で正面に主砲、背面にクラスタースラスターを備える。中央はアインヴァルトのような人型をしている。イカとの融合によってアインヴァルトに破壊された箇所を修復し形態を変える。

## その他のヴァイア艦
上記4隻のほか、名称は本編には登場しないが、あと2隻が存在する。
深緑のヴァイスハイト
第23話冒頭にシルエットのみの登場で、艦影は十字架型の剣の形をしている。VGを出す間もなく、アインヴァルトのバルジキャノンで損傷し、撤退を余儀なくされ、イクミ政権を強めるための宣伝にされる。『ルクスンのリヴァイアス航宙日誌』（学研）によれば、空間自体を斬り裂く「次元刀」を有する。
名称はドイツ語で "Weis=heit" と表記し、「賢明・知恵・教訓」などの意味を持つ。
山吹のディプロマーター
本編には登場せず、最終回エンディングで艦影がわずかに確認ができるだけである。他の4隻と違い、この艦がリヴァイアスと交戦しなかった理由は明らかにされていない（ドラマCDや公式時間軸でも昂治たちがそれに触れる言動を取ることはない）。
名称はドイツ語の読み方で "Diplomat"（ディプロマート：外交官・駆け引きのうまい人）に近い。

## 未来のヴァイア艦
第26話のエピローグでは数千年後、次世代ヴァイア艦が重力制御によって地球（他の惑星は不明）と（太陽化した）木星を曳航し、太陽系を離脱していく姿が描かれている。
リヴァイアスÄra7が地球を先導し、その後ろで進行方向と直交する円周上にインプルスR-B、ディカスティアAct4ほか2隻（ヴァイスハイトとディプロマーターの次世代モデル）が展開している。ゲシュペンストendlich（エントリッヒ）はイカ型ヴァイアたちを従え、木星の中に潜っている。